# NGC 1869
NGC 1869 (другое обозначение — ESO 85-SC55) — звёздная ассоциация с эмиссионной туманностью в созвездии Золотой Рыбы, расположенная в Большом Магеллановом Облаке. Открыта Джеймсом Данлопом в 1826 году. Описание Дрейера: «крупное, богатое звёздами, рассеянное скопление».  Этот объект входит в число перечисленных в оригинальной редакции «Нового общего каталога».
В скоплении наблюдается как минимум 6 звёзд-сверхгигантов ранних спектральных классов, одна из которых — звезда Вольфа — Райе HD 34632 с абсолютной звёздной величиной MV = −5,8m. Возраст скопления составляет 10—30 миллионов лет.
Вместе NGC 1869, NGC 1871 и NGC 1873 составляют тройную звёздную ассоциацию, в центре которой находится NGC 1869. Все три объекта погружены в область ионизированного водорода (эмиссионную туманность HII), имеющую обозначение N30, в центре которой также находится NGC 1869.